# Douglas DC-4
O Douglas DC-4 é um avião quadrimotor a pistão, fabricado na década de 1940 pela companhia estadunidense Douglas.

## Histórico
O Douglas DC-4 foi desenvolvido em 1938, sendo um avião quadrimotor de longo alcance, 50% maior e com pouco mais do que o dobro do peso bruto de seu antecessor, o lendário DC-3. Porém, seu alto custo fez com que versão definitiva apresentada fosse menor e menos complexa.
Com o advento da Segunda Guerra, todos os DC-4 da linha de produção foram requisitados pelas forças armadas dos Estados Unidos, e o primeiro voo do novo modelo ocorreu como modelo militar, o C-54 Skymaster.
Em 1945, com o fim do conflito, as aeronaves não utilizadas foram transformadas em aeronaves civis e vendidas para muitas companhias aéreas. Durante os anos 50, muitas viriam a ser substituídas por aeronaves mais modernas devido ao facto que os DC-4 não eram pressurizado, um luxo que se tornaria comum nas viagens aéreas civis entre os anos 50 e 60.
Após a viagem do POTUS Franklin D. Roosevelt para a Conferência de Casablanca (sendo o primeiro presidente americano a o fazer enquanto presidente) num Boeing 314 Clipper, algo que provocou dúvidas aos serviços secretos sobre a segurança da viagem no avião em questão, a Marinha Americana requisitou a empresa Douglas para criar um avião capaz de transportar o presidente americano em segurança. A empresa lançou, em 1945, o VC-54C “Sacred Cow”, o primeiro avião criado para transporte do presidente americano, com o avião tendo o seu primeiro vôo oficial a Fevereiro de 1945, transportando o presidente para a Conferência de Ialta. O avião seria substituído em 1947, pelo VC-118 “The Independence”, com o VC-54C mantendo-se a serviço da força aérea para outros serviços até outubro de 1961, estando atualmente num museu.
Ao todo, 1.248 unidades foram construídas.
Assim como o seu predecessor (DC-3) e o seus sucessores (DC-6 e DC-7), várias unidades do DC-4 e suas variantes continuam a ser utilizadas por empresas de transporte aéreo em regiões de difícil acesso, como no Alaska e no norte canadense, devido a habilidade das aeronaves de fazerem aterragens em regiões remotas.

## Operadores
África do Sul
- South African Airways[9][10][11]

 Austrália
- Australian National Airways[12]
- British Commonwealth Pacific Airlines[12]

 Brasil
- Real Transportes Aéreos[13]
- Aerovias Brasil[13]

 Canadá
- Trans-Canada Air Lines (variante do DC-4 canadense, conhecida como Canadair North Star)[10]
- Buffalo Airways[14]

 Estados Unidos
- American Airlines[10][15][16]
- Alaska Airlines[15]
- Delta Air Lines[10][17]
- United Airlines[10]
- Pan American-Grace Airways[15]
- American Overseas Airlines[15]
- Chicago & Southern Airlines
- Brooks Air Fuel[18]

 Taiwan
- Civil Air Transport Co.[12]

 Suécia
- Swedish Air Lines[19]